# Джон Дальберг-Актон
Джон Емеріх Дальберг-Актон (Dalberg Acton) (10 січня 1834 — 19 липня 1902) — англійський історик та політичний діяч. Єдиний син сера Фердинанда Річарда Едварда Дальберг-Актона, 7-го баронета, і внук адмірала і прем'єр-міністра Неаполя сера Джона Актона, 6-го баронета.

## Походження
Син Фердинанда Річарда Актон-Дальберга, 7-го баронета Олденхем-Хол і останньої представниці знатного німецького роду Дальбергів Марі Луїзи Пелін де Дальберг (1812-1860). Прадід історика по лінії батька мав приватну лікарську практику в Безансоні, а його дід Джон Актон успадкував від кузена англійський титул баронета, зблизився з королевою Марією Кароліною і став першим міністром Неаполітанського королівства в роки Наполеонівських воєн. Сім'я Актон була римсько-католицькою. Його діда по материнській лінії Наполеон за дипломатичні заслуги вшанував титулом герцога. У 1837-му, коли хлопчику було чотири роки, його батько помер, а мати вийшла заміж вдруге і стала дружиною 2-го графа Гранвіля(Earl Granville).

## Біографія
Джон Актон отримав приватну освіту: спочатку в семінарії в Оскотті (римо-католицькому коледжі Св. Марії) до 1848 року — під керівництвом доктора Ніколаса Вайзмена (згодом кардинала і католицького архієпископа Вестмінстера), а потім — вдома в Единбурзі. У Мюнхені він жив у будинку богослова Йоганна Деллінгера, який прищепив йому любов до історичних досліджень.
Актон хотів би навчатись у Кембриджі, але для католика в той час це було неможливо. Він чудово володів іноземними мовами, з раннього віку збирав колекцію, яка з часом перетворилася на чудову історичну бібліотеку. Актон був гарячим прихильником лібералів, але під час громадянської війни в Сполучених Штатах його симпатії цілком належали конфедератам. Актон витратив багато часу, подорожуючи між головними інтелектуальними центрами Європи та Сполучених Штатів, а серед його друзів були такі люди, як французький публіцист та історик Шарль Монталамбер, політик і історик Алексіс де Токвіль, історик Нюма-Дені Фюстель де Куланж, швейцарський політик Йоганн Каспар Блюнчлі, німецький історик Генріх фон Зібель і видатний історик Леопольд фон Ранке. У 1856-му він здійснив подорож до Росії, де був присутній як британський представник на коронації імператора Олександра II.
Після подорожей по Європі та Америці в 1859 році осів у своєму будинку в Олденгемі (Шропшир). У цьому ж році повернувся до Палати громад як представник від ірландського округу Карлоу і став активним прихильником Вільяма Гладстона. Однак через свою низьку парламентської активність в 1865 році не був переобраний на загальних виборах, покинув парламент, проте залишився добрим другом Гладстона.
Того ж 1859-го року Актон став редактором католицького щомісячника «The Rambler». Через три роки внаслідок злиття журнал став називатися «Home and Foreign Review». Уникаючи богословської полеміки, він присвятив себе історії і вивченню суспільства.

У 1865 році Актон одружився з графинею Марією, дочкою баварського графа Арко-Валлі, яка народила сина і трьох дочок. У 1869 році був зведений королевою Вікторією в пери і став першим бароном Актоном. Після 1879 він ділив свій час між Лондоном, Каннами  і Тегернзом в Баварії.
У 1872 році Актон отримав почесну ступінь доктора філософії Мюнхенського університету, в 1888 — ступінь доктора права Кембріджського університету, а в 1889 — Оксфордського і 1890 році став членом коледжу всіх душ Оксфордського університету.
У 1895 році після смерті Джона Сілі лорд Роузбері призначив лорда Актона королівським професором сучасної історії в Кембріджі. У 1896 році Видавництво Кембріджського університету запропонувало Актон розробити план видання багатотомної «Кембріджської історії сучасності», з якої передбачалося почати створення всеосяжної трьохчастинної праці, яка послідовно розповідала б про історичні процеси від глибокої давнини до сучасності. «Кембріджська історія сучасності» виходила між 1902 і 1912 рр. (Актон помер ще до появи I тому). Пізніше проект Актона був продовжений: з'явилися «Кембриджська історія середньовіччя» і «Кембриджська історія стародавнього світу».
В 1901 році захворів і помер 19 червня 1902 в Тегернзі. Його син, Річард Лайон-Долберг-Актон, став 2-им бароном Актоном. Величезна бібліотека, що залишилася після лорда Актона, з книгами, в яких історик робив свої нотатки, була відразу ж куплена Ендрю Карнегі та передана Джону Морлі, який, у свою чергу, надав її Кембріджському університету.
Ідеаліст за світоглядом та ревний католик, Актон вважав головним в історичному процесі розвиток ідей заснованих на релігії. В політичних поглядах Актон захисник конституційної монархії та прихильник помірних реформ, виступав за надання самоврядування Ірландії. Автор багатьох робіт з різних питань середньовічної та нової історії, які друкувалися в часописах і пізніше були об'єднані в збірниках виданих вже після його смерті: «Історія свободи та інші есе» («History of freedom and other essays», 1907), «Історичні есе і дослідження» («Historical essays and studies», 1907), «Свобода та влада» («Essays on freedom and power», 1956), «Церква і держава» («Essays on church and state», 1953).